# Cloruro di nichel
Il cloruro di nichel, nome sistematico cloruro di nichel(II) o dicloruro di nichel, è il composto binario di nichel e cloro ed è anche il sale di nichel(II) dell'acido cloridrico, di formula NiCl2.
A temperatura ambiente si presenta come un solido verde inodore. È un composto tossico, allergenico, pericoloso per l'ambiente. Generalmente cristallizza da sue soluzioni acquose come esaidrato (NiCl2·6H2O).